# Degania Alef
Degania Alef (em hebraico דְּגַנְיָה א', D'gánya Álef) foi o primeiro de todos os kibutzim, tendo sido criado já quase quatro décadas antes do estabelecimento do Estado de Israel, no que então era o Império Otomano e logo depois o Mandato Britânico da Palestina. Em 2009, o kibutz celebrou o seu 100º aniversário leia aqui (em inglês). A população é de 500 moradores, incluindo-se 300 membros efetivos e 100 crianças. É, portanto, um kibutz de tamanho médio. 

## Localização
O kibutz está situado na margem sul do Lago Kinneret, no leste do Ha Zafon, a alguns quilômetros de Tiberíades.

## História
Embora atualmente apenas uma pequena parcela dos israelenses viva nessas comunidades agrícolas coletivistas, os kibutzim (plural da palavra kibuz, que quer dizer reunião, agrupamento), essa população sempre tem contribuído com um peso proporcionalmente maior à economia e à sociedade nacional de uma forma geral. No início, todos eram rigidamente igualitaristas, porém com o tempo o igualitarismo foi sendo substituído por uma postura mais pragmática, e os kibutzim souberam adaptar-se perfeitamente às necessidades de mudança para sobreviver e prosperar dentro do país.

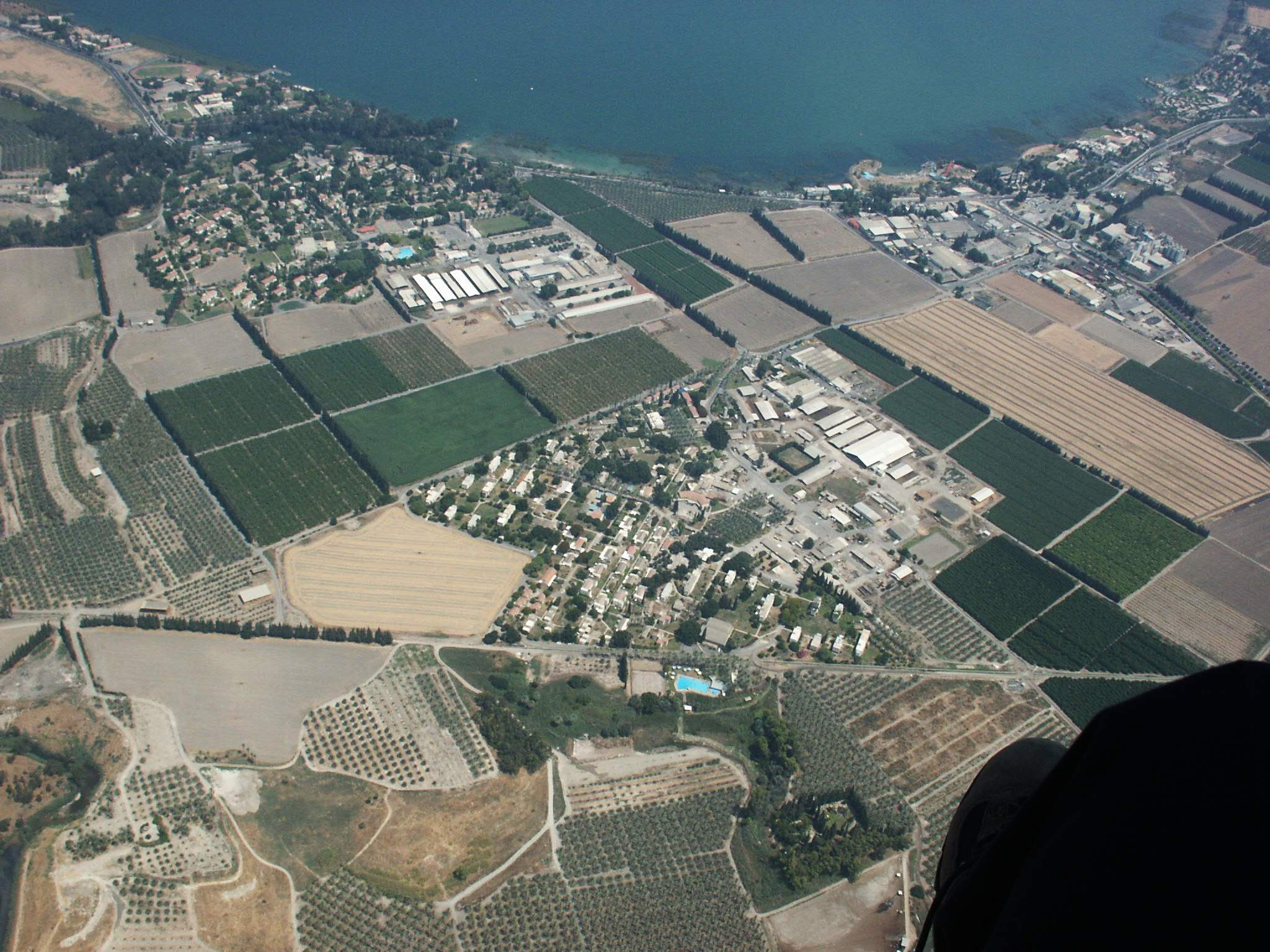
O kibutz de Degania Alef foi fundado em 1909 por pioneiros sionistas, e é o mais antigo de Israel.

A história do movimento kibutz começou com Degania Alef, no mesmo ano em que Tel Aviv, a primeira cidade moderna completamente judaica, foi erguida no que depois viria a ser Israel. 
Em 1909, Joseph Baratz chegou de Zichron Yaakov junto de outros nove homens e duas mulheres, escolhendo formar uma nova coletividade agrícola, diferente das experiências que o movimento sionista já tinha empreendido em outras partes de Eretz Yisrael, notadamente a região da Planície Costeira (Petah Tikva e outras localidades). Joseph Baratz e seus companheiros (em hebraico, chaverim) era um socialista russo, e tinha fugido de seu país natal após a malfadada Revolução de 1905, sonhando em viver uma vida baseada em princípios de igualdade e justiça. O grupo estabeleceu-se na porção sul do Mar da Galiléia, próximo a uma vila árabe chamada "Umm Juni." Esses adolescentes haviam até então trabalhado como diaristas, drenando pântanos ou como pedreiros, ou como braçais nos antigos assentamentos judaicos. Seu sonho agora era de trabalhar para si mesmos, cuidando da terra. Comprando a gleba de uma família persa residente em Beirute, chamaram sua comunidade de "Degania", em homenagem aos cereais que eles cultivavam ali, pois "Degania" significa grão, em hebraico. Sua comunidade desenvolver-se-ia como o primeiro kibutz.
Os fundadores de Degania trabalharam duramente tentando espalhar a revolução social e reconstruir aquela que consideravam sua terra ancestral. Um pioneiro mais tarde disse: "O corpo está esgotado, as pernas falham, a cabeça dói, o sol queima e enfraquece." Em alguns momentos metade dos membros do kibutz não podia se apresentar para trabalhar. A malária era uma ameaça constante, assim como as agressões vindas dos árabes, o que obrigava os membros do kibutz a estarem constantemente preocupados com sua segurança e empenhados em mantê-la dia e noite. Muitos homens e mulheres jovens trocaram o kibutz por vidas mais fáceis nas cidades da Palestina judaica ou na Diáspora, a exemplo do que acontecia com outros kibutzim naqueles primeiros duros anos. Apesar das dificuldades, o kibutz cresceu com o tempo e se fortaleceu. Em 1914, Degania possuía cinquenta membros. Outros kibutzim também foram fundados ao redor do Mar da Galiléia e no próximo Vale de Jizreel. Os fundadores de Degania logo a deixaram para tornarem-se apóstolos de agricultura e do socialismo para novos kibutzim. Assim foi que surgiu Degania Bet (e, para distinguir-se desse novo kibutz, Degania Alef adotou o nome que tem atualmente, já que antes era simplesmente "Degania" - as letras alef e bet são as duas primeiras do alfabeto hebraico).
Em maio de 1948, Degania Alef e Degania Bet tiveram que enfrentar as tropas do exército da Síria, que invadiu o norte de Israel, poucos dias após a sua declaração de independência, que não foi reconhecida pelos países vizinhos.

## História recente
Em 1981 Degania Alef recebeu o Prêmio Israel, a maior homenagem concedida pelo governo de Israel a indivíduos ou instituições, em reconhecimento de sua contribuição ao desenvolvimento da nação. Foi uma grande honra para os kibutznikim (plural de kibutznik, ou seja, membro dum kibutz, em hebraico).
No ano de 2007, o kibutz anunciou a sua privatização. No jargão israelense, a palavra quer dizer o abandono da igualdade salarial entre os membros da coletividade. Assim, os salários passaram a ser diferenciados. leia aqui Vários outros kibutz antes de Degania Alef já haviam aderido à essa prática, extinguindo um dos pilares básicos de sua estrutura igualitária original. No entanto, isso não quer dizer que perderam seus valores originais; simplesmente souberam adaptar-se às novas realidades, aderindo a uma economia cada vez mais competitiva, tanto no país como no mundo inteiro.

## Moradores ilustres
Degania Alef é o local de nascimento de Moshe Dayan, e lá residiu por longos anos a poetisa Rachel Bluwstein, entre outros israelenses célebres tais como Aharon David Gordon (1856-1922), ideólogo do sionismo, e Joseph Trumpeldor (1880-1920), ativista desse movimento político.